# Johann Georg Krünitz

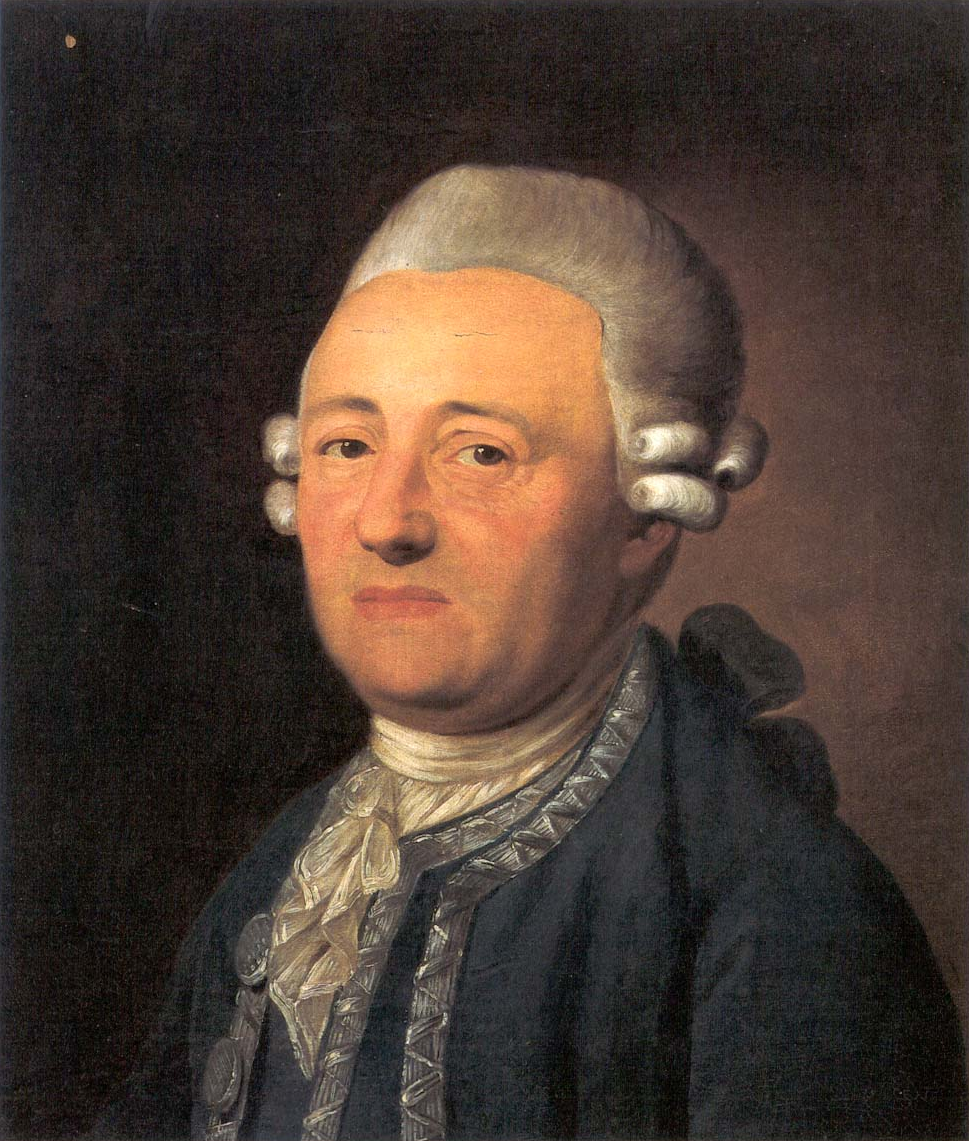
J. G. Krünitz portret van de hand van Ferdinand Collmann, 1795

Johann Georg Krünitz (Berlijn, 28 maart 1728 – aldaar, 20 december 1796) was een Duitse arts, natuurwetenschapper, lexicograaf en encyclopedist. Zijn hoofdwerk was de Oeconomische Encyclopädie.

## Levensloop
Krünitz was de zoon van de koopman Georg Christoph Krünitz. Hij studeerde medicijnen en natuurwetenschappen aan de universiteiten van Halle (Saale), Göttingen en Frankfurt (Oder). Na zijn promotie op een proefschrift getiteld De matrimonio multorum morborum remedio) vestigde hij zich in Frankfurt aan de Oder als arts. In 1752 huwde hij Anna Sophie Lehmann. In 1759 vestigde hij zich in Berlijn waar hij tot 1776 een praktijk hield. Na dat jaar wijdde hij zich volledig aan zijn encyclopaedie.
Na het overlijden van zijn vrouw in 1780 huwde Krünitz in 1786 Charlotte Wilhelmine Halle, dochter van de econoom Johann Samuel Halle. Hij stierf in 1796 terwijl hij in deel 73 van zijn encyclopaedie het artikel "Lijk" beschreef.

## Werk
De eerste artikelen werden in 1773 in opdracht van de uitgever Joachim Pauli uit het Frans vertaald maar gaandeweg werd het vertaalwerk het schrijven aan een eigen encyclopaedie. Vanaf het vijfde deel in 1775 is er sprake van een geheel eigen werk.
Krünitz kon terugvallen op zijn omvangrijke algemene ontwikkeling, zijn talenkennis en zijn bibliotheek van 15.000 banden. Hij voltooide 72 delen van zijn levenswerk dat door anderen werd uitgebreid tot 242 fraai geïllustreerde en met Duitse grondigheid gedocumenteerde delen.
De encyclopaedie gold bij de afsluiting van het project en het verschijnen van deel 242 desondanks als verouderd. Het is nu vooral van antiquarisch en wetenschapshistorisch belang.